# Kelling
Pour les articles homonymes, voir Kelling (homonymie).
Kelling est un village du comté de Norfolk en Angleterre. Il se trouve à environ 6,6 kilomètres à l'ouest de Sheringham, et à proximité des côtes. Il y a 175 habitants selon le recensement de 2001.